# Kreditgeber
Der Kreditgeber ist eine natürliche oder juristische Person, die einen Kredit an den Kreditnehmer gewährt. Im Gesetz wird von Darlehensgeber gesprochen (§§ 491 ff. BGB), weitere Bezeichnung ist Gläubiger.

## Arten der Kreditgeber
Kredit wird bereits in vielen Lebenssituationen gewährt, in denen es den Beteiligten möglicherweise nicht bewusst wird. So stellen sämtliche vertraglichen Leistungen, die zunächst ohne die vorgesehene Gegenleistung erbracht werden, bereits eine Kreditgewährung dar. Dazu gehören die Vorkasse, die Anzahlung, der Vorschuss (Kundenkredit) oder die Lieferung unter Eigentumsvorbehalt genau so wie das Anschreibenlassen oder der Lieferantenkredit. Auch beim Privatkredit oder bei der Einzahlung von Spareinlagen oder sonstigen Bankguthaben gibt es einen privaten Kreditgeber.
Gewerbliche Kreditgeber sind insbesondere Kreditinstitute. Nach § 1 Abs. 1 Nr. 2 KWG gilt die Gewährung von Gelddarlehen und Akzeptkrediten (Kreditgeschäft) als Bankgeschäft und bedarf nach § 32 KWG der Genehmigung der BaFin (Bundesanstalt für Finanzdienstleistungsaufsicht). Das Betreiben von Bankgeschäften ohne Erlaubnis ist strafbar (§ 54 KWG). Um das Kreditrisiko einschätzen zu können, prüfen Kreditinstitute die Bonität des Kreditnehmers und verlangen zu diesem Zweck die Einreichung von Kreditunterlagen. Reicht die Bonität des künftigen Kreditnehmers nicht aus, so kann das Kreditinstitut zur Absicherung des Kredits bestimmte Kreditsicherheiten verlangen.

## Kreditvertrag
Kreditgewährungen unter Privatpersonen, die nicht gewerblichen Zwecken dienen und nicht dem Verbraucherdarlehensrecht unterliegen, bedürfen keinerlei Formvorschriften, können also mündlich abgeschlossen werden. Bereits aus Beweisgründen ist es jedoch ratsam, Kreditverträge schriftlich festzuhalten und wesentliche Vereinbarungen zu treffen. Dazu gehören insbesondere der Kreditbetrag und die Kreditart, der Zins und die Tilgung. Für Zinssatz und Tilgung sind im Voraus vereinbarte Zahlungstermine vertraglich festzulegen. Der Kreditvertrag kommt zustande, wenn er durch Kreditgeber und Kreditnehmer gemeinsam durch Unterschrift angenommen worden ist.

## Erläuterungspflicht
Zu den wenigen Vertragspflichten, die dem Kreditgeber obliegen, gehört – neben der Auszahlung des Kreditbetrags – die Beratungspflicht, wenn es sich um Kreditinstitute handelt. Diese haben als Darlehensgeber seit November 2009 nach § 491a Abs. 3 BGB die gesetzliche Pflicht, dem Darlehensnehmer die einzelnen Vertragsbestimmungen eines Verbraucherdarlehensvertrags angemessen zu erläutern. Der Bundestag hat in seiner Gesetzesbegründung zu den Pflichten ausführlich Stellung genommen. Danach bedeutet „erläutern“, dass der Darlehensgeber dem Darlehensnehmer den Vertrag und die Vertragsbedingungen verständlich zu machen hat. Der Umfang der Erläuterung hängt von der Komplexität des konkreten Darlehensgeschäfts und auch von der Verständnismöglichkeit des Darlehensnehmers ab, soweit diese dem Darlehensgeber erkennbar ist. Diese Pflicht erfordert jedoch kein direktes Gespräch zwischen den Vertragsparteien, in dem sich der Darlehensgeber von der Person des Darlehensnehmers ein Bild zu machen hätte. Es sind daher auch schriftliche oder telefonische Erläuterungen möglich. Die Erfüllung der Erläuterungspflichten soll am Verständnis des durchschnittlichen Darlehensnehmers ausgerichtet sein. Je höher die Schwierigkeiten des durchschnittlichen oder, soweit erkennbar, auch des konkreten Darlehensnehmers sind, eine Vertragsklausel zu begreifen, desto höhere Anforderungen sind an die Erfüllung der Erläuterungspflicht zu stellen. Ebenso vergrößert sich die Erläuterungspflicht, wenn der Darlehensgeber neugestaltete oder ungewöhnliche Vertragsklauseln in den Vertrag aufnimmt.
Die Erläuterung ist von der Beratung aufgrund eines besonderen Beratungsvertrags abzugrenzen und bleibt dahinter zurück. Es geht bei der Erläuterung nicht darum, dass der Darlehensgeber dem Darlehensnehmer zu einem für seine Zwecke und Vermögensverhältnisse optimal zugeschnittenen Vertrag rät. Vielmehr soll der Darlehensgeber die Eigenschaften und Folgen der angebotenen Verträge darstellen, damit der Darlehensnehmer von sich aus auf informierter Grundlage entscheiden kann. Die Erläuterung hat zum Ziel, dass der Darlehensnehmer anhand seiner Vermögensverhältnisse und des mit dem Vertrage verfolgten Zwecks einschätzen kann, ob der Vertrag für ihn nützlich ist oder nicht.
Der Darlehensgeber ist aufgrund der Vorschrift nicht verpflichtet zu prüfen, ob der vom Darlehensnehmer verfolgte Zweck für diesen sinnvoll ist. § 491a Abs. 3 Satz 2 BGB konkretisiert diese Erläuterungspflicht. Entsprechend der Verbraucherkreditrichtlinie sind insbesondere zu erläutern: Vorvertragliche Information (VVI) gemäß Absatz 1, die vertragstypischen Auswirkungen und die Hauptmerkmale der angebotenen Vertragstypen. Dabei wird mit dem Begriff „gegebenenfalls“ klargestellt, dass § 491a BGB nicht alle Erläuterungspflichten abschließend aufführt. Weitere Erläuterungs- und insbesondere Aufklärungspflichten bleiben von der Vorschrift unberührt. Dies gilt insbesondere für solche Aufklärungspflichten, die die Rechtsprechung ausgearbeitet hat. Diese Rechtsprechung soll durch die Einfügung des Absatzes 3 nicht geändert werden. Andererseits bedeutet „gegebenenfalls“ auch, dass nicht zwingend alle in Satz 2 aufgeführten Angaben zu erläutern sind. Wenn kein Anlass dafür besteht, die vorvertragliche Information zu erläutern, etwa weil sie der Darlehensnehmer verstanden hat, wird eine zusätzliche Erläuterung nicht verlangt.

## Risiken
Hauptrisiko des Kreditgebers ist das Kreditrisiko. Es besteht insbesondere in der Gefahr, dass die gewährte Kreditsumme nebst vereinbartem Zins nicht vollständig, nicht fristgerecht oder gar nicht gezahlt werden. Dieses Risiko kann in vielen Fällen durch Kreditsicherheiten oder Delkredereversicherungen abgedeckt werden.